# Samuel Porta
Pour les articles homonymes, voir Porta (homonymie).
Samuel Porta, né le 3 décembre 1716 à Lausanne et mort le 4 octobre 1790 dans la même ville, est un avocat suisse.

## Biographie
Samuel Porta naît le 3 décembre 1716 à Lausanne, dans le canton de Vaud, en Suisse. De confession protestante, originaire de Lausanne et de Cully, il est le fils de Marie Louis Olivier et de David Porta, pasteur. Sa sœur, Marguerite Porta, est l'épouse du pasteur et démographe Jean-Louis Muret.
Samuel Porta épouse Françoise Fleschier, de Nîmes.

### Carrière
Avocat, Samuel Porta est engagé par Louis de Portes, seigneur de Coinsins et de Genolier, pour assurer la défense d'un de ses sujets, Charles Pierre Des Vignes, alors adolescent, spolié à la mort de son père par son tuteur, le secrétaire baillival de Nyon, François Frédéric Aneth, pour le compte du bailli Tscharner. Les autorités bernoises, qui gouvernent alors le Pays de Vaud, considèrent que Samuel Porta, durant le procès, a prémédité de nuire à François Frédéric Aneth et méchamment attaqué [son] honneur. Elle le condamnent à des sanctions disciplinaires.
Samuel Porta en développe une importante rancune envers le gouvernement bernois. Il accueille dans son étude, comme stagiaires, plusieurs futures figures de la révolution vaudoise, dont Jules Muret, Jean-Jacques Cart et Henri Monod.
Il est en 1777 l'auteur de Principes sur la formalité civile-judiciaire du Pays de Vaud, un ouvrage de procédure civile qui fait référence jusqu'au XIXe siècle. Il participe également, à la demande de la ville de Lausanne, à une mise à jour des commentaires de Jacques-François Boyve sur le plaid général de Lausanne, dont Berne n'autorise pas la publication.